# Cluster (Epidemiologie)

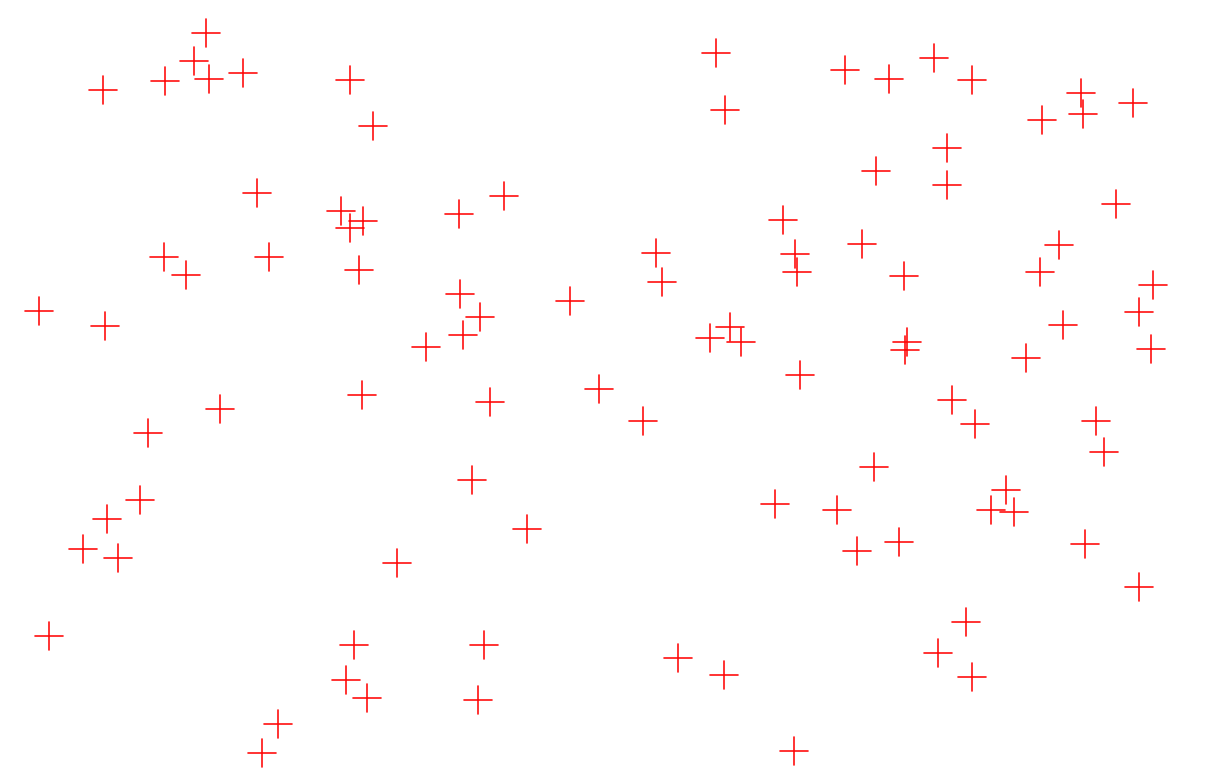
Statistiker, die Daten auf Krankheitscluster untersuchen, müssen sich vor zufälligen Koinzidenzen hüten, die ein Muster zu bilden scheinen. In diesem zufällig erzeugten Streudiagramm scheinen Muster zu existieren, die sich allerdings nur zufällig gebildet haben. Insbesondere breiten sich zufällige Datenpunkte nicht aus, sondern bilden Cluster, was den Eindruck von „Hot Spots“ erweckt, die durch eine gemeinsame zugrundeliegende Ursache erzeugt werden.

In der Infektionsepidemiologie ist ein Cluster (englisch cluster ‚Büschel‘, ‚Häufung‘) bzw. eine potenzielle Herdsituation einer Krankheit (wie z. B. Krebs; in diesem Fall spricht man von einem Krebscluster) eine (reale oder wahrgenommene) Anhäufung einzelner relativ ungewöhnlicher Erkrankungsfälle (Inzidenzen) in einem räumlichen und/oder zeitlichen Zusammenhang von der angenommen wird, dass sie größer ist als durch Zufall allein zu erwarten gewesen wäre und bei der (noch) keine bestätigte gemeinsame Ursache vorliegt. Handelt es sich um eine auf eine gemeinsame Ursache zurückführbare Anhäufung von Erkrankungsfällen bzw. steht die Anhäufung von Fällen in einem epidemischen Zusammenhang, dann spricht man von einem Ausbruch. Bei Clustern liegt eine Zunahme der Inzidenzen von viel geringerem Ausmaß vor als bei einem Ausbruch oder bei einer Epidemie. Handelt es sich um ein Cluster einer Infektionskrankheit, so spricht man von einem Infektionscluster. Bei Krankheiten, von denen ein besonderes Infektionsrisiko ausgeht, müssen Cluster genauestens untersucht werden.

## Nachweis der Existenz eines Krankheitsclusters
Mögliche Krankheitscluster werden anfänglich häufig auf der Grundlage von anekdotischer Evidenz als existent wahrgenommen. Epidemiologen und Biostatistiker können dann mittels statistischer Verfahren nachweisen, ob in Wahrheit ein Cluster existiert oder nicht. Das statistische Instrumentarium, um zu überprüfen, ob die Anzahl der Fälle die erwartete Anzahl überschreitet oder nicht (also die Überprüfung, ob in Wahrheit ein Cluster existiert oder nicht), wird Clusteranalyse genannt.

## Fallcluster
Bei einer Region mit einer akut erhöhten lokalen Inzidenz bzw. Prävalenz spricht man von einem Fallcluster.

## Quellcluster
Der Virologe Christian Drosten führte im Rahmen der COVID-19-Pandemie in Deutschland den Begriff „Quellcluster“ in die öffentliche Debatte ein. Zusätzlich zur Kontaktpersonennachverfolgung, bei der vor allem die Kontakte eines Infizierten der letzten zwei Tage ermittelt werden, um herauszufinden, wen dieser angesteckt haben könnte, sei es sinnvoll, neue bekannte Infektionen rasch auf ihre möglichen Quellcluster rückzuverfolgen. Mit der Identifizierung von Quellclustern könne trotz steigender Infektionszahlen ein zweiter, unzielgerichteter Lockdown verhindert werden. Für diesen – explizit für eine potenzielle „zweite Welle“ gemachten – Vorschlag solle stärker in die Vergangenheit geschaut werden, um so mögliche Cluster-Situationen (wie z. B. Familienfeiern, Sitzungen etc.) zu identifizieren. Das Quellcluster sei dasjenige Cluster, bei dem sich die Person wahrscheinlich infiziert habe. Bei Nachweis der Infektion mit SARS-CoV-2 und der Identifizierung des Quellclusters sei das gesamte Quellcluster so zu behandeln, als seien die meisten Mitglieder infiziert. Viele davon könnten hochinfektiös sein, ohne es zu wissen. Statt aufwendig unmittelbar alle Mitglieder des Clusters zu testen und durch lange Wartezeiten auf das Testresultat ggf. weitere Infektionen in Kauf zu nehmen, sei das Quellcluster sofort vollständig für kurze Zeit zu isolieren. Am Ende einer von Christian Drosten als „Abklingzeit“ bezeichneten Zeitspanne von mindestens 5 Tagen könne dann eine Testung der Mitglieder des Clusters auf Restinfektiosität vorgenommen werden. Auf diese Art und Weise könne man bei einer möglichen „zweiten Welle“ die Gesundheitsämter entlasten.